# Lidia Gueiler
Lidia Gueiler Tejada (Cochabamba, 28 de agosto de 1921-La Paz, 9 de mayo de 2011) fue una contadora y política boliviana. Ejerció como presidenta de Bolivia desde 1979 hasta 1980, convirtiéndose en la primera mujer en gobernar Bolivia y la segunda mujer en la historia de América en asumir la presidencia de un país, después de María Estela Martínez de Perón en la Argentina. Se destacó por su lucha de las causas políticas y sociales, defensa de la paz y de la igualdad de sexos. A su muerte fue despedida como uno de los iconos de la recuperación del Estado de derecho.

## Vida personal
Su padre fue el suizo-alemán Moisés Gueiler, quien falleció a los dos años de nacimiento de Lidia. Su madre, Raquel Tejada Albornoz, le había prohibido llorar de niña porque decía que «el llanto en Bolivia es una especie de deporte nacional que habría que empezar a eliminar». Lidia Gueiler fue de las pocas mujeres que en esa época estudiaban en el Instituto Americano de su ciudad natal y obtuvo el título de contadora general. Desde su juventud se dedicó especialmente al deporte destacándose en el tenis. Durante la guerra del Chaco se dedicó por un tiempo a escribir cartas para mujeres que no sabían escribir y que tenían familiares en el campo de batalla.
Se casó a los 19 años con el capitán Mareirian Pérez-Ramírez, un oficial paraguayo que terminó siendo apresado en Cañada Strongest durante el transcurso de la Guerra del Chaco. Cuando el conflicto bélico con el Paraguay concluyó, se fue a vivir con su esposo a Asunción, donde nació María Teresa, su única hija, «Tengo una sola hija. Desde que estuvo en el colegio quedó interna. Como yo ya estaba separada del papá de ella, la dejé interna y me dediqué de lleno a la política y ella es la que sufrió las consecuencias». El matrimonio con el oficial paraguayo no perduró y Lidia regresó a Bolivia a principios de la década de 1940.
Gueiler era prima hermana de la actriz estadounidense Raquel Welch (nacida Raquel Tejada).

## Trayectoria política
De regreso en Bolivia, fija su residencia en La Paz y a mediados de 1942 empieza a trabajar en el Banco Central de Bolivia.
A partir de 1948, cuando Lidia contaba con 27 años de edad, militó en el Movimiento Nacionalista Revolucionario (MNR) donde ayudó a organizar a los denominados grupos de honor, células emenristas que actuarían más adelante durante la Revolución boliviana del 9 de abril de 1952.
En abril de 1951, durante el gobierno de Mamerto Urriolagoitia participó en una huelga de hambre en el Palacio de Justicia de La Paz, junto a otras 27 mujeres afines al MNR, para exigir la libertad de compañeros presos y exiliados, además del retorno de Víctor Paz Estenssoro, jefe del MNR que se encontraba exiliado en Buenos Aires.
Participó en la revolución de 1952 asistiendo a los heridos, pero también le tocó repartir armas a los revolucionarios.
En 1953, fue acusada de conspirar para matar al presidente Víctor Paz Estenssoro. Después de esta acusación, fue designada secretaria del Consulado General de Bolivia en Hamburgo y más tarde agregada civil en la misión diplomática a Bonn siendo finalmente nombrada embajadora.
En 1963 fue una de las fundadoras del Partido Revolucionario de la Izquierda Nacionalista (PRIN). En 1978 integró el Frente Revolucionario de Izquierda, retornando al MNR al año siguiente, cuando fue elegida diputada por el departamento de La Paz, y en dicha ocasión fue presidente de la Cámara de Diputados.
En 1957, en representación del entonces gobierno de Bolivia, asistió a la Reunión de Técnicas y Dirigentes de las Oficinas del Trabajo de la Mujer, que tuvo lugar en México.
Fue diputada en las legislaturas 1956-1960 y 1960-1964. En 1963 se unió al Partido Revolucionario de la Izquierda Nacionalista (PRIN) fundado por Juan Lechín; militó en él hasta la década del setenta, cuando retornó a su partido de origen, el MNR. Se terminó exiliando a la ciudad de Santiago de Chile en tiempos del gobierno del general Barrientos Ortuño.
El 1 de noviembre de 1979, el general Alberto Natusch Busch derrocó al gobierno interino de Walter Guevara Arze mediante un sangriento golpe de Estado. Como reacción, se produjo un levantamiento popular encabezado por la Central Obrera Boliviana (COB) que generó a su vez una violenta represión generalizada, incluyendo la Masacre de Todos Santos, donde la policía y el ejército asesinaron a más de 100 personas e hicieron «desaparecer» (o sea, encarcelaron y torturaron hasta la muerte) a 30 más. Quince días después (el 16 de noviembre de 1979), la resistencia popular obligó a Natusch Busch a devolver el poder al Congreso que eligió a Gueiler como presidente constitucional interina de la República, hasta las elecciones del 29 de junio del año siguiente (1980).
El 7 de junio de 1980, un coronel del regimiento de escolta presidencial Waldo Ballivián, llamado Estrada, intentó asesinar a Lidia Gueiler en la residencia presidencial. El coronel Estrada estaba en estado de embriaguez y trató de derribar a culatazos de fusil la puerta del dormitorio de la presidente. Un ayudante de la jefe de Estado impidió que el militar matara a Gueiler.
Una semana antes de las elecciones, se realizó el atentado terrorista que hizo estallar en el aire el avión en el que viajaban varios líderes de la izquierdista Unidad Democrática y Popular (UDP) en campaña electoral. Contra lo esperado por los sectores golpistas, el ataque incrementó la popularidad del líder izquierdista, Hernán Siles Zuazo (ex-MNR) en las elecciones. El 17 de julio de 1980, nuevamente se interrumpió el proceso democrático, cuando Lidia Gueiler fue derrocada y exiliada por Luis García Meza en un nuevo sangriento golpe de Estado con la participación y el apoyo de las Fuerzas Armadas argentinas del Proceso de Reorganización Nacional, para impedir la asunción de Hernán Siles.
Posteriormente a su salida de la presidencia, se desempeñó como embajadora en Colombia, durante la presidencia de Hernán Siles. Fue elegida senadora representando a Cochabamba, por el movimiento Nueva Mayoría del MIR, y nuevamente embajadora, esta vez en Venezuela, entre 1990 y 1993, cuando se retiró de la función pública.

## Derechos de las mujeres

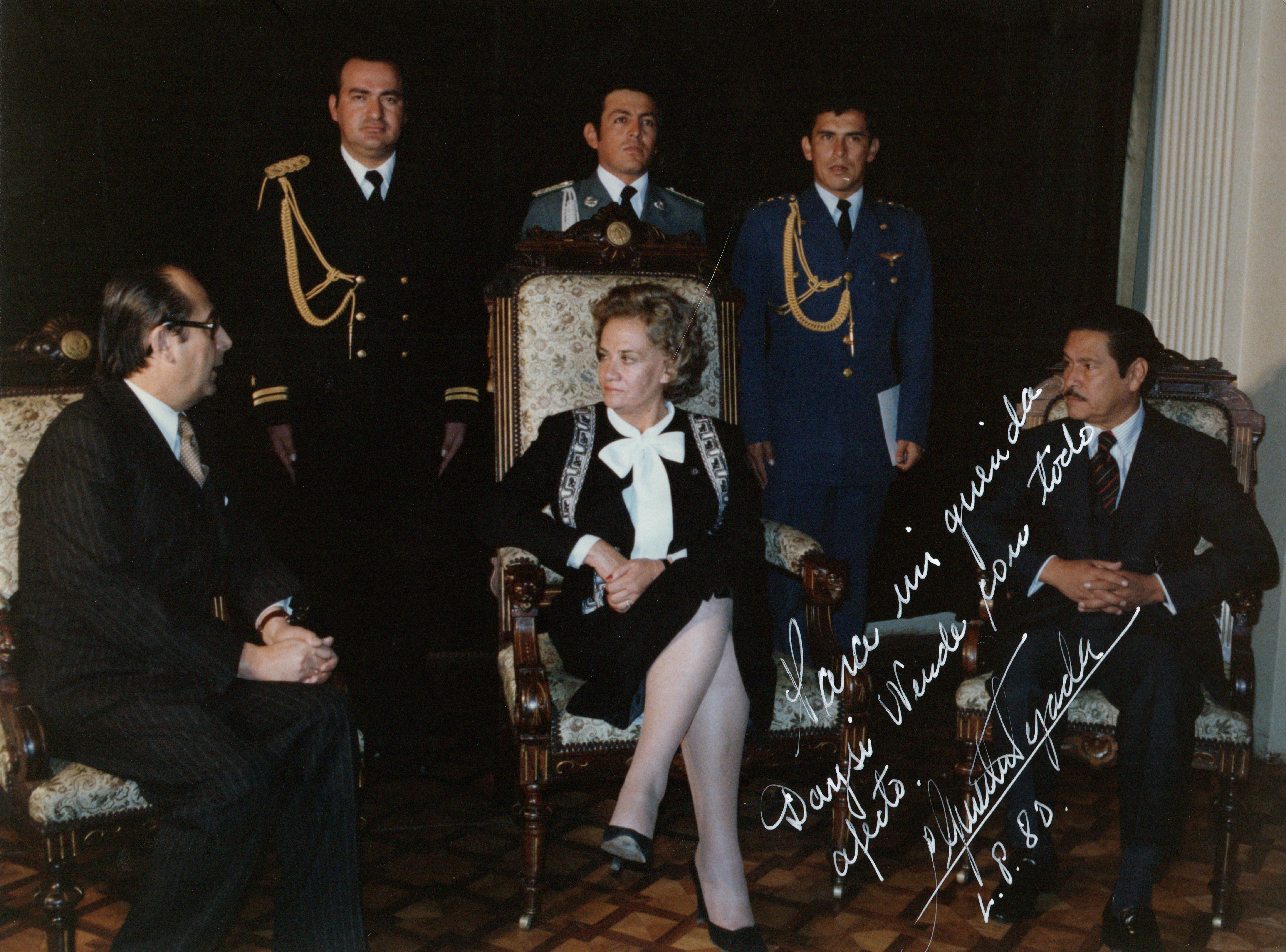
Fotografía autografiada por Lidia Gueiler y dedicada a su amiga y diseñadora Daisy Wende

Lidia Gueiler destacó en su trayectoria en la defensa de la democracia y la participación de la mujer. Fue dirigente de organizaciones femeninas de Bolivia y representó al país ante la Comisión Interamericana de Mujeres.
Publicó La mujer y la revolución (1960), además de su autobiografía Mi pasión de lideresa (2000). Fue responsable de la institución del 11 de octubre como Día de la Mujer Boliviana, en homenaje a la escritora Adela Zamudio (1854-1928).
En 1957, Gueiler presentó, a consideración de la Cámara de Diputados, un proyecto de ley para la creación de una dirección general de acción femenina, con el propósito de organizar una oficina responsable de todos los asuntos que interesan a la mujer en general, y a la trabajadora en particular. Esto, en el marco de las recomendaciones surgidas en la Reunión de técnicas y dirigentes de las Oficinas del Trabajo de la Organización de Estados Americanos, y de las recomendaciones de la Duodécima Asamblea de la Comisión Interamericana de Mujeres de julio de 1957. El proyecto de ley, presentado por Lidia Gueiler, fue aprobado en las dos Cámaras y fue promulgado como Ley del 20 de noviembre de 1957, dando creación a la Dirección de Protección Social de la Mujer, dependiente del Ministerio de Trabajo y Previsión Social. 
Uno de los grandes deseos de Lidia Gueiler en el siglo XX, era que se consolidara en un futuro la participación protagónica de la mujer en la historia de Bolivia. Sin embargo, no sería hasta noviembre de 2019, casi 40 años después de su mandato, que Bolivia tendría a la segunda mujer presidente de su historia, tras la asunción interina de Jeanine Áñez.

## Fallecimiento
Retirada de la actividad política, Lidia Gueiler falleció el 9 de mayo de 2011, a los 89 años, de un paro cardiorrespiratorio en la ciudad de La Paz. El entonces presidente de Bolivia, Evo Morales Ayma, y el entonces, vicepresidente, Álvaro García Linera, asistieron a su velatorio. Evo Morales declaró estar dolido por la muerte de la expresidente Gueiler, a quien calificó como «buen liderazgo por los derechos democráticos de los bolivianos»; Pedro Montes, secretario ejecutivo de la Central Obrera Boliviana, lamentó la muerte de la expresidente y expresó a su familia sus condolencias por la irreparable pérdida de una «mujer de lucha».

## Premios y honores
Recibió más de una veintena de distinciones, entre ellas el cóndor de Los Andes y la condecoración Andrés Bello.